# Guglielmo Marconi
Guglielmo Marconi (Bologna, 25. travnja 1874. – Rim, 20. srpnja 1937.), talijanski inženjer i fizičar.
Jedan od osnivača bežične telegrafije. Od 1896. živio je u Engleskoj, gdje je 1897. patentirao primjenu elektromagnetskih valova za bežičnu telegrafiju. Godine 1901. Marconi je prvi uspio predati radio-signal preko Atlantskog oceana. Godine 1932. upotrijebio je decimetarske radio-valove.
Za radove na bežičnoj telegrafiji podijelio je 1909. s Braunom Nobelovu nagradu za fiziku. 
Vrhovni sud Sjedinjenih Američkih Država je u pitanju zasluga za izum radija (tj. pripadnosti odgovarajućih patenata) ipak presudio u korist Nikole Tesle.